# Forest Lakes (Arizona)
Forest Lakes est une census-designated place du comté de Coconino, dans l'État de l'Arizona, aux États-Unis. En 2020, elle compte une population de 155 habitants.